# Invisible Woman
Susan Storm / Niewidzialna Kobieta (ang. Invisible Woman) – jedna z postaci z komiksów marvelowskich Fantastyczna Czwórka.
Reed Richards wraz z przyjacielem, Benem Grimmem i dziewczyną, Susan Storm oraz jej bratem Johnnym wyruszył w podróż kosmiczną, by odkryć tajemnicę kodu genetycznego człowieka. W przestrzeni wystąpił wybuch nieznanej energii. Pod jej wpływem badacze posiedli nadprzyrodzone moce, które odmieniły ich życie. Przyjaciele stali się Fantastyczną Czwórką, na której czele stanął Reed. Susan przyjęła przezwisko Niewidzialna Kobieta. Potrafi stać się niewidzialną i generować pola siłowe.

## Odtwórczynie roli
Postać Sue pojawiła się w niewydany filmie Fantastyczna Czwórka, a później wFantastycznej Czwórce z 2005 roku i jej sequelu oraz w Fantastycznej Czwórce z 2015 roku. Wcieliły się w nią kolejno: Rebecca Staab, Jessica Alba (w polskiej wersji językowej do pierwszej części Kamila Baar) oraz Kate Mara (w polskiej wersji językowej Julia Kamińska).